# Греч (Скіту, Олт)
Греч (рум. Greci) — село у повіті Олт в Румунії. Входить до складу комуни Скіту.
Село розташоване на відстані 122 км на захід від Бухареста, 19 км на південний схід від Слатіни, 59 км на схід від Крайови.

## Населення
За даними перепису населення 2002 року у селі проживали 1069 осіб, усі — румуни. Усі жителі села рідною мовою назвали румунську.